# 氫離子幫浦抑制劑
质子泵抑制剂（PPI）又称質子泵抑制劑，是一种治疗消化性溃疡和胃食管反流病的药物，其借由抑制氫離子幫浦（即H+/K+-ATPase）抑制胃酸分泌。
這種藥物對於減少胃酸分泌的作用是顯著也長效的，是現今減少胃酸分泌第二強效的藥物。目前減少胃酸分泌最強效的藥物為鉀離子競爭性酸阻斷劑（potassium-competitive acid blocker ，PCAB）。至於H2受體阻抗劑這一類藥物跟氫離子幫浦抑制劑有相同的效用，但是機理不同。氫離子幫浦抑制劑行銷全世界且公認非常有效。這類藥物大多是苯並咪唑衍生物，但未來咪唑吡啶衍生物可能會成為主流藥物。高劑量且長時間服用氫離子幫浦抑制劑可能會使骨折的風險上升；短時間也會影響消化，特別是大腸的菌叢，造成服用後「多屁」之類的副作用。

## 藥物
目前臨床上在使用的氫離子幫浦抑制劑：
- 奧美拉唑
- 蘭索拉唑
- 右旋蘭索拉唑(埃索美拉唑鎂)
- 埃索美拉唑
- 泮托拉唑
- 雷贝拉唑
- 泰妥拉唑(Tenatoprazole)

## 藥理作用

氫離子幫浦抑制劑的活化

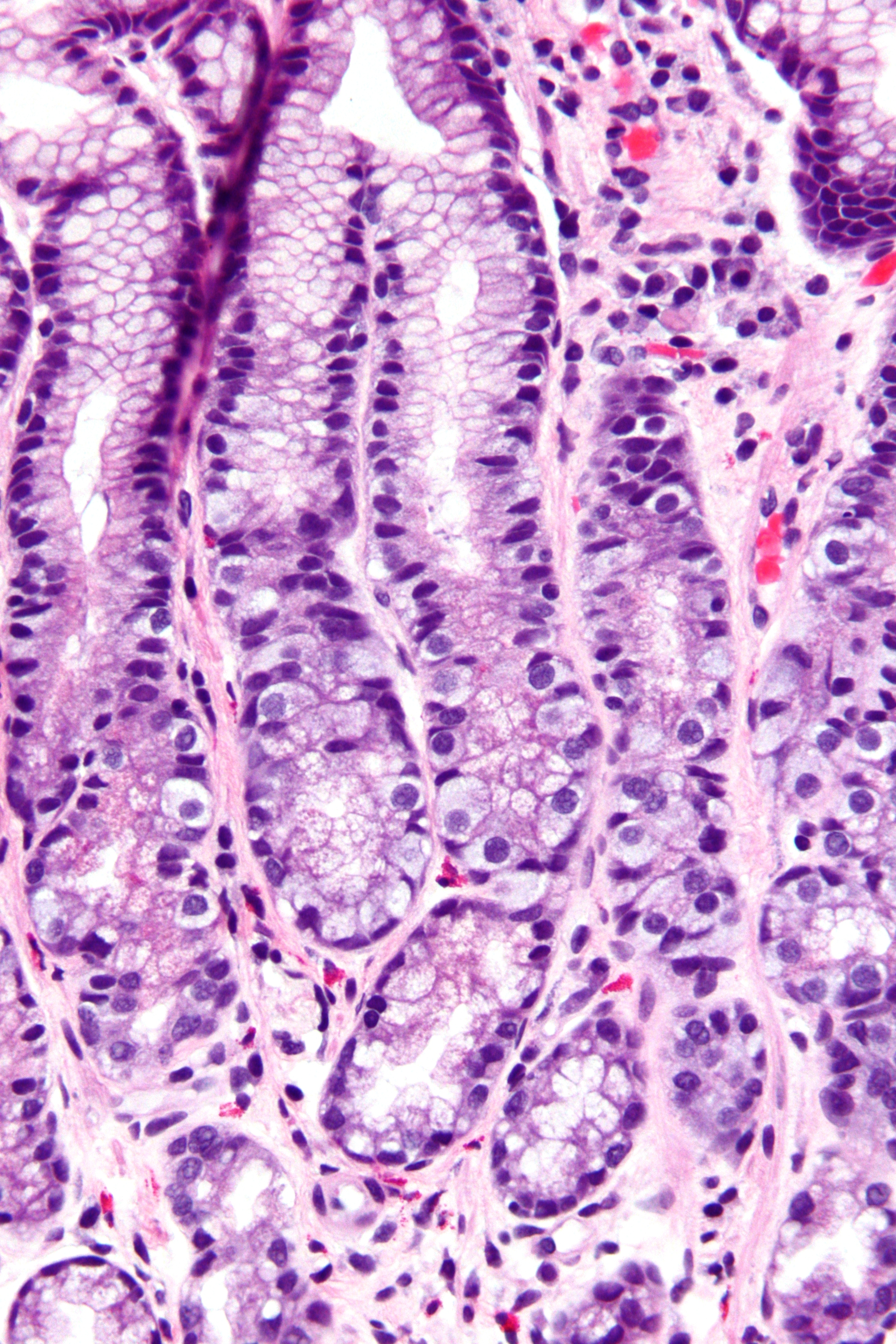
胃竇（gastric antrum的顯微攝影（Micrograph）秀出G細胞
（G cell）的增殖（hyperplasia），因為使用氫離子幫浦抑制劑所造成的組織形態改變。

氫離子幫浦抑制劑（PPI）的作用是不可逆地抑制胃壁細胞上的氫/鉀三磷酸腺苷酵素系統（又稱氫/鉀離子ATP酶）。該系統是負責將氫離子分泌入胃內腔的氫離子幫浦，因此是醫藥界抑制胃酸分泌的理想目標。這個胃酸分泌的最後關卡會被PPI不可逆地阻斷，所以PPI能減少了高達99%的胃酸分泌，比H2受體阻抗劑更加強效。
減少胃酸的分泌除了可以幫助十二指腸潰瘍的癒合外，也可以減少因為消化不良和胃灼熱而產生的痛苦。但是，缺乏胃酸會引致稱為胃酸缺乏症的疾病。此缺乏症令體內沒有足夠的胃酸而且無法消化分解蛋白質，且沒有辦法吸收養分，特別是維他命B12跟鈣營養。

## 藥物代謝動力學
跟食物一起服用的時候，奧美拉唑的吸收速率減低。除此之外蘭索拉唑和埃索美拉唑也會因為一起服用食物，吸收速率會減低且吸收會遭到延遲。儘管如此，已經有報告指出並不會嚴重影響到藥物的效力。

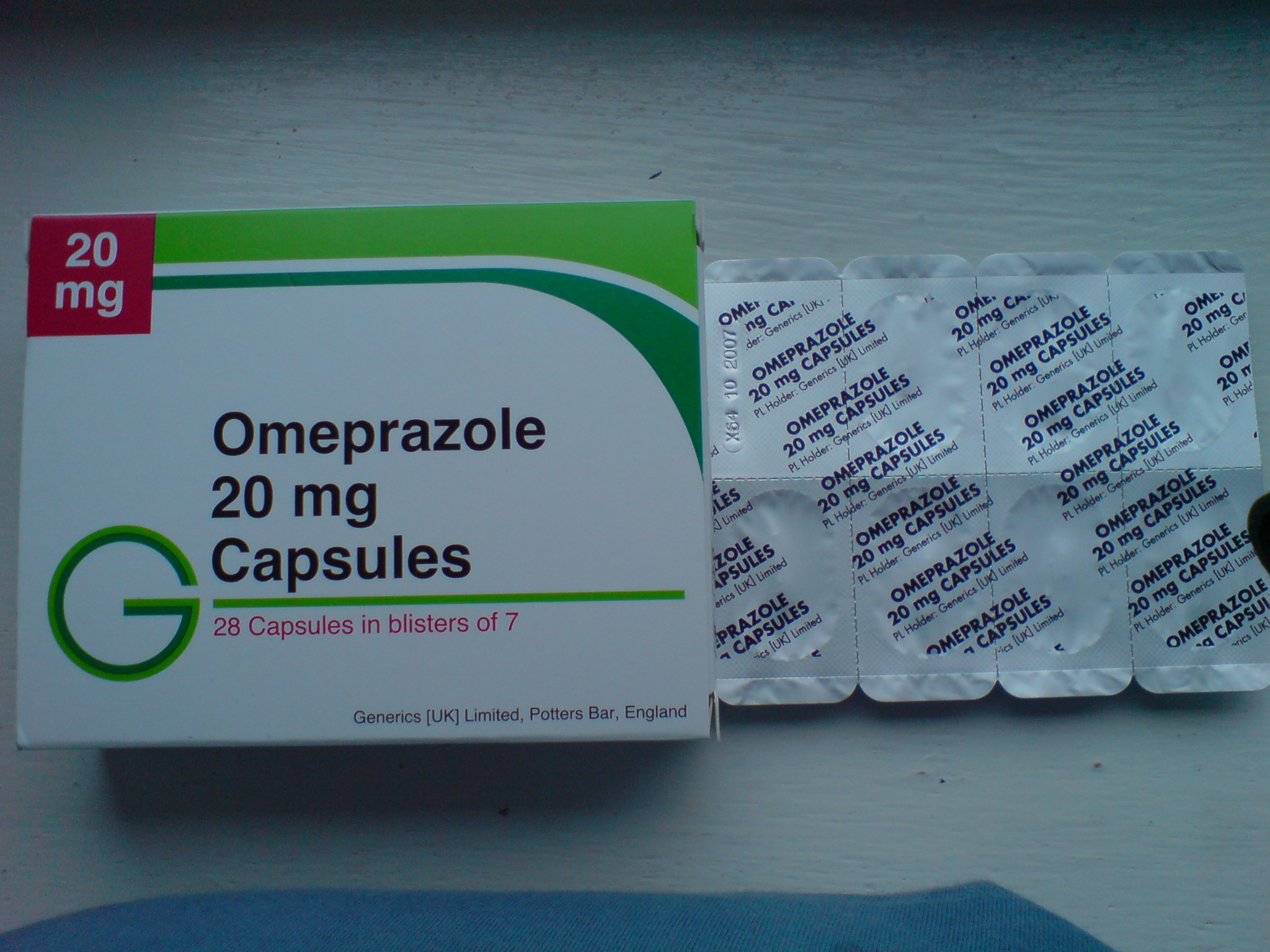
奧美拉唑 20mg包

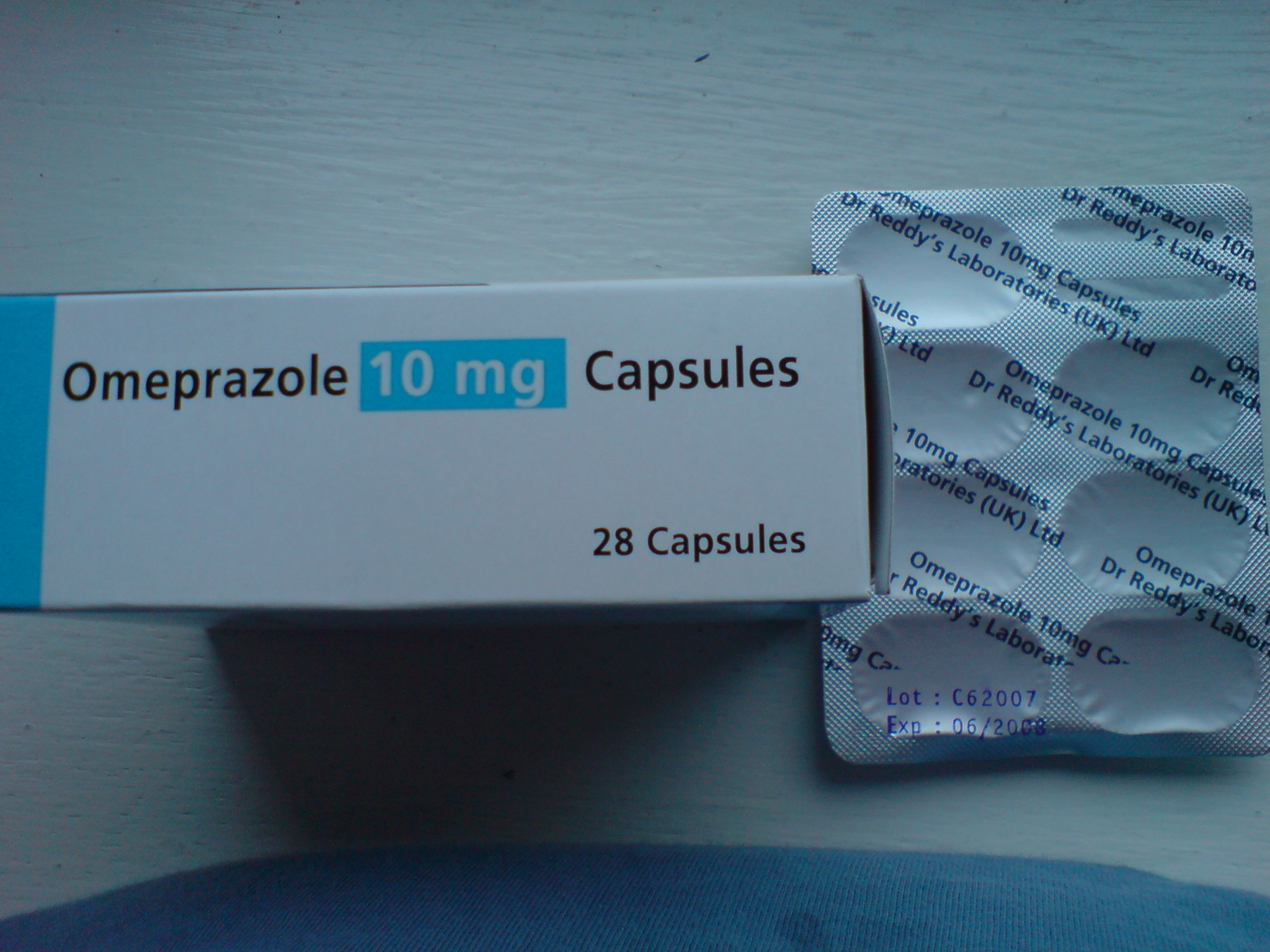
奧美拉唑 10mg包

氫離子幫浦抑制劑（PPI）的生物半衰期範圍為0.5至2小時不等，而單次劑量對胃酸分泌的影響通常會持續2至3天。這段期間有藥效是因為藥物累積在胃壁細胞的小管、以及PPI作用不可逆的緣故，但在人體的新陳代謝下，約3天後胃黏膜就恢復為全是未受PPI作用過的新生胃壁細胞（人體每天約有1/3的胃壁細胞新生和死亡）。

## 適應症
- 消化不良
- 消化性潰瘍
- 胃食道逆流(GERD)
- 咽喉反流(LPR)
- 巴雷斯特食道症
- 預防壓力性胃炎
- 柔林格症候群（英语：Zollinger-Ellison syndrome）

儘管氫離子幫浦抑制劑可以用於這麼多種的情況，但並非每個都有顯著的效果。美國食品藥物管理局建議一年內不要使用超過三次14天的療程。

## 副作用

### 短時間服用
一般來說，氫離子幫浦抑制劑有很好的耐受性，短期服用此類藥物，並不常發生副作用。對此類藥物，發生副作用的部位跟機率大致上都是相同的，但奧美拉唑的報告相對較多，可能是因為它的使用時間比較長且在臨床上的使用比較多的緣故。常見的副作用包括頭痛（臨床試驗，5.5%）、噁心、腹瀉、腹痛及疲倦等。
因為食物中維他命B12需要人體的胃酸才能釋放，若長時間的服用可能會造成维生素B12缺乏症。
不常見的副作用有：疹、癢、胃腸氣脹、便秘、焦慮、憂鬱。罕見的副作用：多型性紅斑、胰腺炎、史蒂芬斯－強森症候群，以及間質性腎炎。

### 長時間服用
長期使用氫離子幫浦抑制劑的研究很少。然而2017年7月3日由美國華盛頓大學醫學院（Washington University School of Medicine）發表在BMJ Open期刊的研究報告指出若是長期服用(一年以上)，恐有死亡風險增加的疑慮。研究人員共收集分析2006年10月到2008年9月期間275,933名服用PPI患者的醫療記錄，同時記錄往後5年期間的死亡人數。
發現長期使用PPI會導致像是維生素B12缺乏、腎臟疾病、困難梭狀芽孢桿菌感染腹瀉、低血鎂、骨折、心血管疾病、失智症都有潛在不明機制的關聯度。例如服用兩年PPI的患者，會比常人增加65%維生素B12缺乏的風險。出現腎衰竭的機率會比常人高出96%(約一倍)，但總體機率還是不高所以無法論斷詳細機制，可能與體質和生活習慣等綜合作用有關。2016年2月德國波恩神經退行性疾病研究所(Center for Neurodegenerative Diseases, Bonn)發表於JAMA Neurology的一項研究7.4萬名75歲以上銀髮族的醫療紀錄，發現其中2950人連續服用PPI超過18個月，與對照組相比這些銀髮族罹患失智症的比例似乎增加了44%。
另一篇2012年1月31日發表於英國醫學期刊(BMJ)的報告，團隊收集近8萬名更年期婦女資料，追蹤八年時間統計資料後發現，長期服用PPI之更年期女性，發生髖關節骨折的風險較未服用者增加35%；如又有抽菸習慣則髖關節骨折風險比常人增加到50%。這些長期食用PPI導致隱性似乎有關連的副作用，逐漸引起醫學界注意但尚未有確定結論，但現階段醫師只能建議如果能用飲食改變與作息解決胃酸問題的人就儘量少用PPI。

## 外部連結
- MedlinePlus Encyclopedia （页面存档备份，存于）